# コールド・ストーン・クリーマリー

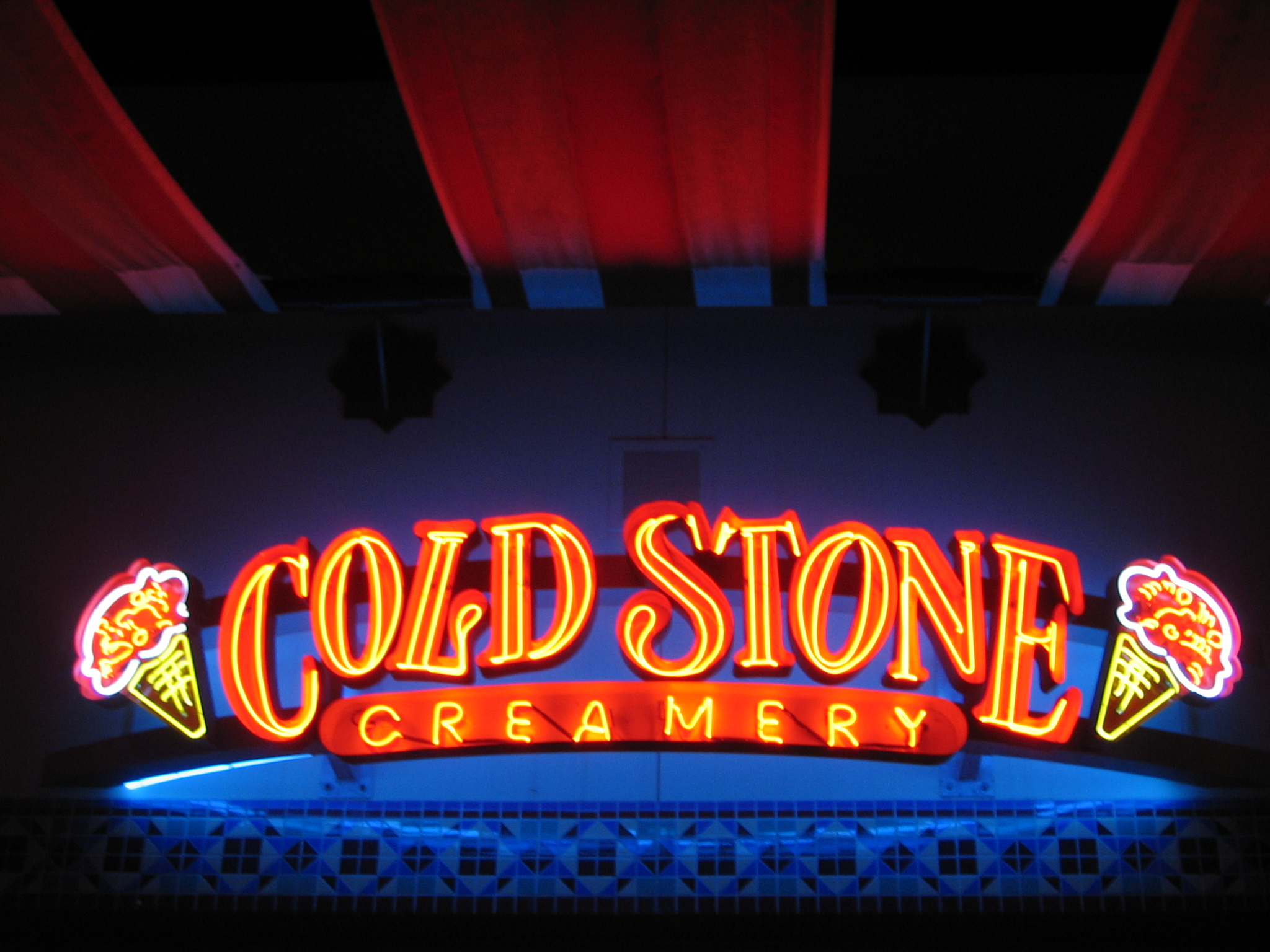
コールド・ストーン・クリーマリーのネオンサイン

コールド・ストーン・クリーマリー (Cold Stone Creamery) は、アイスクリームのブランドである。本部はアメリカ合衆国アリゾナ州スコッツデール。単にコールド・ストーンと呼ばれることが多く、公式SNSでもそのように名乗っている。

## 商品の特徴
最大の特徴はオーダー後にアイスクリームとナッツやフルーツなどのミックスイン（トッピングの呼称）を-9℃に冷やしたみかげ石の上で混ぜ合わせ、客ごとに一品物の「オリジナルアイスクリーム」を提供するというもので、ブランド名の由来にもなっている。独特の高級感と、客の目の前で混ぜ合わせるというパフォーマンスを売りにしている。
アイスクリームのサイズは、小さい物から順に"Like It"（ライクイット）、"Love It"（ラブイット）、"Gotta Have It"（ガッタ ハブ イット）、および持ち帰り用の"Take Out Pint"（テイクアウトパイント）と呼称される。

### 店員のパフォーマンス
アイスクリームのオーダーに際して、最大サイズの"Gotta Have It"オーダーおよびチップの支払いがあった場合（その他、リクエストがあった場合）には、クリマール(アイスを顧客に提供する役割名)がアイスを混ぜ合わせながら、「Make People Happy」の気持ちの表現として歌を歌うサービスを行っており、陽気なメロディに乗せて従業員全員が歌うことがある。主に歌われるのはミッキーマウス・マーチ、ハイホー、ウィッチ・ドクター等の替え歌である。日本の店舗では、サイズの大小やチップの有無に関係なく歌が歌われる。但し、歌を聴きながら待っているのが恥ずかしいという客にも配慮しており、客側から歌をキャンセルすることも出来る。

## 歴史
1988年にドナルド、スーザンのサザーランド夫妻（Donald & Susan Sutherland、俳優のドナルド・サザーランドとは別人）によって設立され、アメリカ合衆国のアリゾナ州テンピで開業。
1995年、アリゾナ州ツーソンにフランチャイズ一号店を出店して以降、全米各地に1300店舗を超える店舗を出店し、一大チェーンとして発展した。ニューヨーク・タイムズスクエアに旗艦店を持ち、アラスカやハワイ、カナダ、カリブ海地域、グアムやプエルトリコにも出店した。

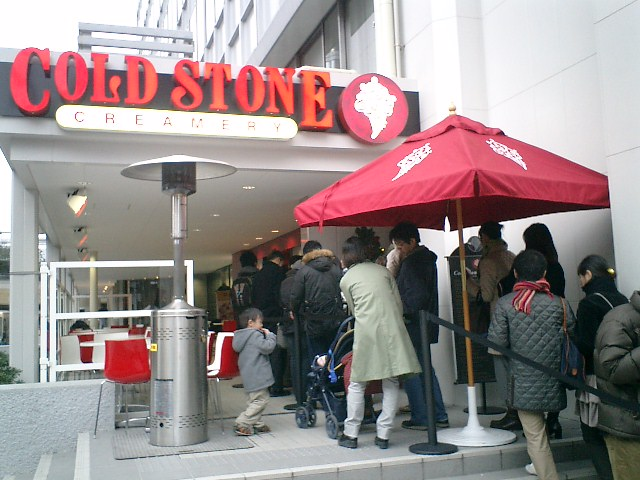
六本木ヒルズ店（2005年12月11日撮影）

2004年、ローレンス・モルツが相談役パートナーに就任。
2005年（平成17年）11月3日、初の米国外進出第1号店舗として日本に進出した。さらに2006年7月15日には韓国ソウル中心部の鍾路地区へ出店し、アジア地区への浸透を進めている。

## 日本での展開
日本では、2005年に澤田貴司の投資ファンドであるキアコン（現・リヴァンプ）が中心となって、コールド・ストーン・クリーマリー・ジャパン株式会社を設立したことから、澤田がコールド・ストーン・クリーマリー・ジャパンの代表取締役会長に就任。東京都港区・六本木ヒルズに1号店を出店した。2014年1月8日に築地銀だこを運営するホットランドの完全子会社となったのち、2019年12月1日にホットランドへ吸収合併された。

### 店舗
日本での店舗展開は最盛期は全国34店舗にも及んだが、次第に店舗展開を縮小。2025年4月に東京都から、同年5月には関東地方（東日本）からそれぞれ撤退となり、同月以降は三井アウトレットパーク ジャズドリーム長島店（三重県）の1店舗のみとなった。
| 都市                   | 出店施設                                  | 開業日         | 閉店日         |
| ---------------------- | ----------------------------------------- | -------------- | -------------- |
| 北海道札幌市北区       | パセオ                                    | 2011年04月29日 | 2019年12月26日 |
| 北海道北広島市         | 三井アウトレットパーク 札幌北広島         | 2010年04月22日 | 2020年08月26日 |
| 宮城県仙台市青葉区     | 仙台パルコ                                | 2008年08月23日 | 2012年08月26日 |
| 茨城県つくば市         | iiasつくば                                | 2008年10月31日 | 2016年01月11日 |
| 栃木県那須塩原市       | 那須ガーデンアウトレット                  | 2008年07月17日 | 2022年02月13日 |
| 栃木県佐野市           | 佐野プレミアム・アウトレット              | 2006年03月04日 | 2025年05月06日 |
| 千葉県流山市           | 流山おおたかの森 S・C                     | 2007年03月12日 | 2015年02月15日 |
| 千葉県船橋市           | ららぽーとTOKYO-BAY                       | 2006年05月19日 | 2021年08月27日 |
| 千葉県船橋市           | 船橋                                      | 2023年07月13日 | 2024年08月30日 |
| 千葉県印旛郡酒々井町   | 酒々井プレミアム・アウトレット            | 2013年04月19日 | 2020年02月29日 |
| 埼玉県越谷市           | イオンレイクタウン                        | 2008年10月02日 | 2021年01月31日 |
| 埼玉県さいたま市浦和区 | 浦和パルコ                                | 2007年10月10日 | 2013年01月31日 |
| 埼玉県川口市           | イオンモール川口キャラ                    | 2007年10月26日 | 2016年01月11日 |
| 埼玉県入間市           | 三井アウトレットパーク 入間               | 2008年04月10日 | 2015年02月15日 |
| 東京都港区             | 六本木ヒルズ                              | 2005年11月03日 | 2016年09月11日 |
| 東京都港区             | エキュート品川                            | 2007年09月26日 | 2012年10月28日 |
| 東京都豊島区           | 池袋サンシャインシティALTA                | 2006年10月27日 | 2021年01月31日 |
| 東京都新宿区           | ルミネエスト新宿                          | 2008年08月19日 | 2021年09月30日 |
| 東京都渋谷区           | 渋谷マークシティ                          | 2007年04月19日 | 2020年05月31日 |
| 東京都渋谷区           | 原宿                                      | 2023年06月30日 | 2025年04月28日 |
| 東京都武蔵村山市       | イオンモールむさし村山                    | 2006年11月18日 | 2013年02月27日 |
| 東京都立川市           | ルミネ立川                                | 2008年04月17日 | 2014年06月30日 |
| 東京都町田市           | 南町田グランベリーモール                  | 2006年03月17日 | 2017年02月12日 |
| 東京都墨田区           | 東京スカイツリータウンソラマチ            | 2012年05月22日 | 2020年08月31日 |
| 東京都町田市           | 多摩境                                    | 2023年03月20日 | 2024年08月29日 |
| 神奈川県川崎市幸区     | LAZONA川崎                                | 2006年09月28日 | 2015年08月27日 |
| 神奈川県横浜市中区     | 横浜ワールドポーターズ                    | 2007年07月20日 | 2018年08月26日 |
| 神奈川県横浜市西区     | 横浜ランドマークプラザ                    | 2006年04月27日 | 2017年12月10日 |
| 神奈川県横浜市都筑区   | ららぽーと横浜                            | 2007年03月15日 | 2020年05月10日 |
| 静岡県御殿場市         | 御殿場プレミアム・アウトレット            | 2008年03月25日 | 2013年02月27日 |
| 静岡県静岡市葵区       | 静岡パルコ                                | 2007年03月15日 | 2012年05月06日 |
| 静岡県磐田市           | ららぽーと磐田                            | 2015年10月24日 | 2018年09月02日 |
| 愛知県名古屋市西区     | mozoワンダーシティ                        | 2009年04月21日 | 2015年05月10日 |
| 愛知県名古屋市中村区   | 名古屋名鉄                                | 2008年09月12日 | 2013年09月13日 |
| 愛知県岡崎市           | イオンモール岡崎                          | 2008年11月28日 | 2015年05月06日 |
| 岐阜県土岐市           | 土岐プレミアム・アウトレット              | 2007年07月19日 | 2017年08月27日 |
| 岐阜県各務原市         | イオンモール各務原                        | 2014年09月26日 | 2015年05月10日 |
| 三重県桑名市           | 三井アウトレットパーク ジャズドリーム長島 | 2007年09月20日 |                |
| 富山県小矢部市         | 三井アウトレットパーク北陸小矢部          | 2015年07月16日 | 2020年02月24日 |
| 大阪府大阪市中央区     | なんばマルイ                              | 2008年12月12日 | 2015年11月13日 |
| 兵庫県西宮市           | 阪急西宮ガーデンズ                        | 2008年11月26日 | 2016年01月11日 |
| 兵庫県神戸市垂水区     | 三井アウトレットパーク マリンピア神戸     | 2009年03月08日 | 2020年02月24日 |
| 岡山県倉敷市           | アリオ倉敷                                | 2011年11月25日 | 2016年08月21日 |
| 福岡県福岡市博多区     | キャナルシティ博多                        | 2008年08月22日 | 2017年08月31日 |
| 佐賀県鳥栖市           | 鳥栖プレミアム・アウトレット              | 2008年04月24日 | 2012年05月06日 |
| 沖縄県中頭郡北中城村   | イオンモール沖縄ライカム                  | 2015年04月25日 | 2020年02月16日 |